# Kamień-Kolonia (Lublin)
Pour les articles homonymes, voir Kamień-Kolonia.
Kamień-Kolonia (prononciation : [ˈkamjɛɲ kɔˈlɔɲa]) est un village polonais de la gmina de Kamień dans le powiat de Chełm de la voïvodie de Lublin dans l'est de la Pologne, à la frontière avec l'Ukraine.
Le village comptait approximativement une population de 285 habitants  en 2007.

## Histoire
De 1975 à 1998, le village est attaché administrativement à la voïvodie de Chełm.

Depuis 1999, il fait partie de la voïvodie de Lublin.